# Dostavník

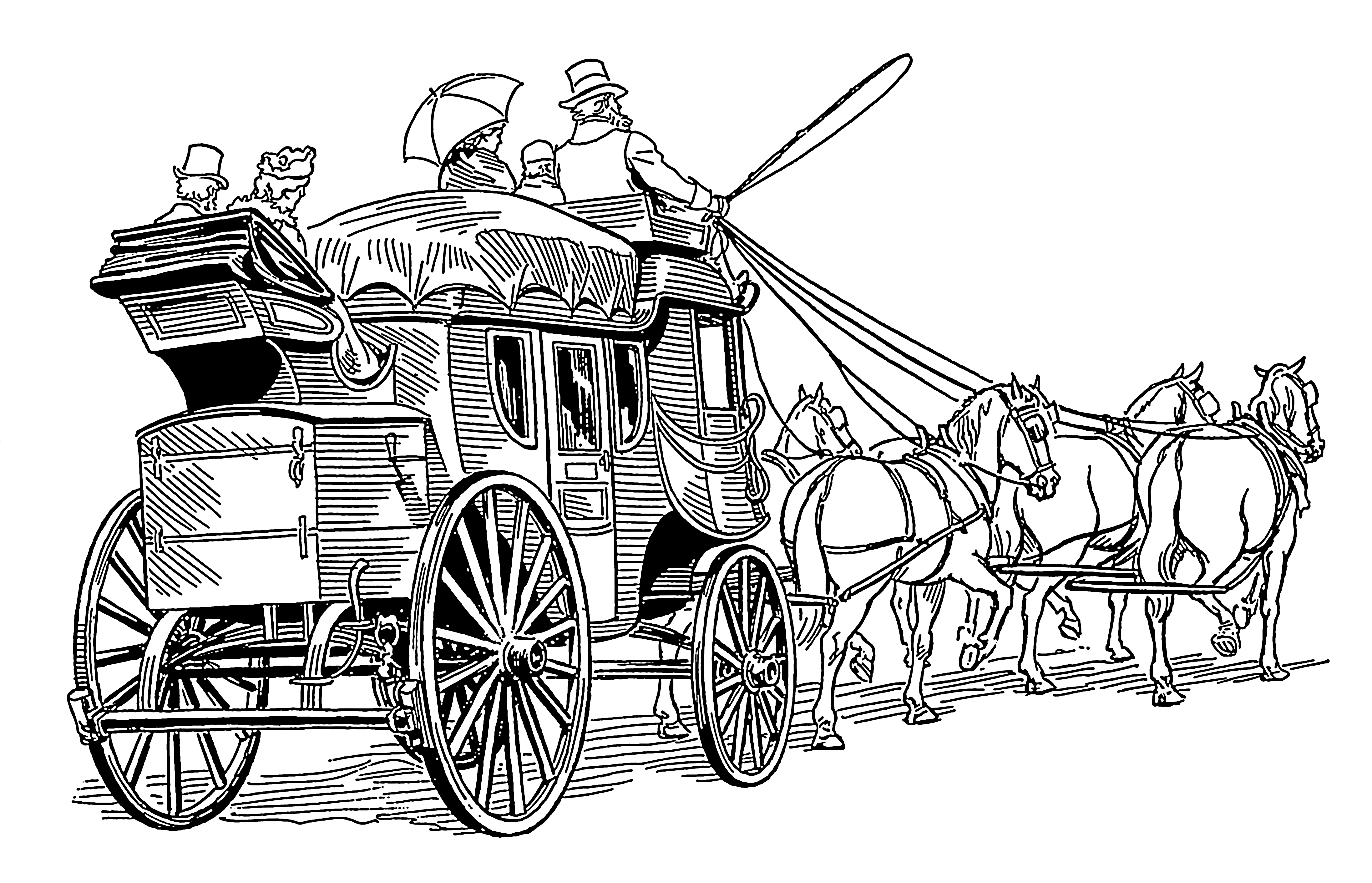
Francouzský dostavník

Dostavník (diligence) je vůz tažený koňmi používaný k přepravě osob a poštovních zásilek na větší vzdálenosti. Konstrukce vozu byla vždy uzavřená, tak aby byli cestující i náklad chráněni před vlivy počasí. Největší rozvoj dostavníků nastal v 18. a první polovině 19. století, později byl nahrazen železniční dopravou. Dostavníky lze dnes spatřit ponejvíce v amerických filmech pojednávajících o Divokém západu, tedy zejména ve westernovém filmovém žánru.
S přepravou dostavníky začala rodina Thurn-Taxisů, která na počátku 16. století zavedla spojení po Německu. Brzy se dostavníková doprava rozšířila po celé Evropě.
Cestování dostavníky bylo drahé a ne moc pohodlné. V dostavníku byla zima a poměrně málo místa na nohy. Sedadla byla kvůli většímu pohodlí čalouněná. Cestování se později (hlavně kvůli železnici) stalo pohodlnější. Nakonec se dalo cestovat i v noci rychlými spoji. Kabina dostavníku se předělala na pohovky a v nich se dalo spát.
V Evropě bylo v dostavnících v místě okna instalováno sklo, kdežto na divokém západě byla překryta roletami. Koně, kteří táhli dostavník, zastavili pouze na dané slovo, protože často převáželi něco cenného.

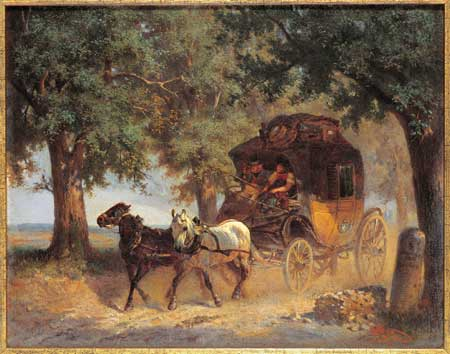
Poštovní dostavník Rakouského typu

## Zájezdní hostince
Po určité ujeté vzdálenosti se koně museli vyměnit, museli si odpočinout, nažrat a napojit se. K tomuto účelu sloužily zájezdní hostince nebo přepřahací stanice. Zde se také mohli cestující občerstvit nebo si dojít na toaletu, jelikož ta v dostavníku k dispozici nebyla.